# Sandra Glover

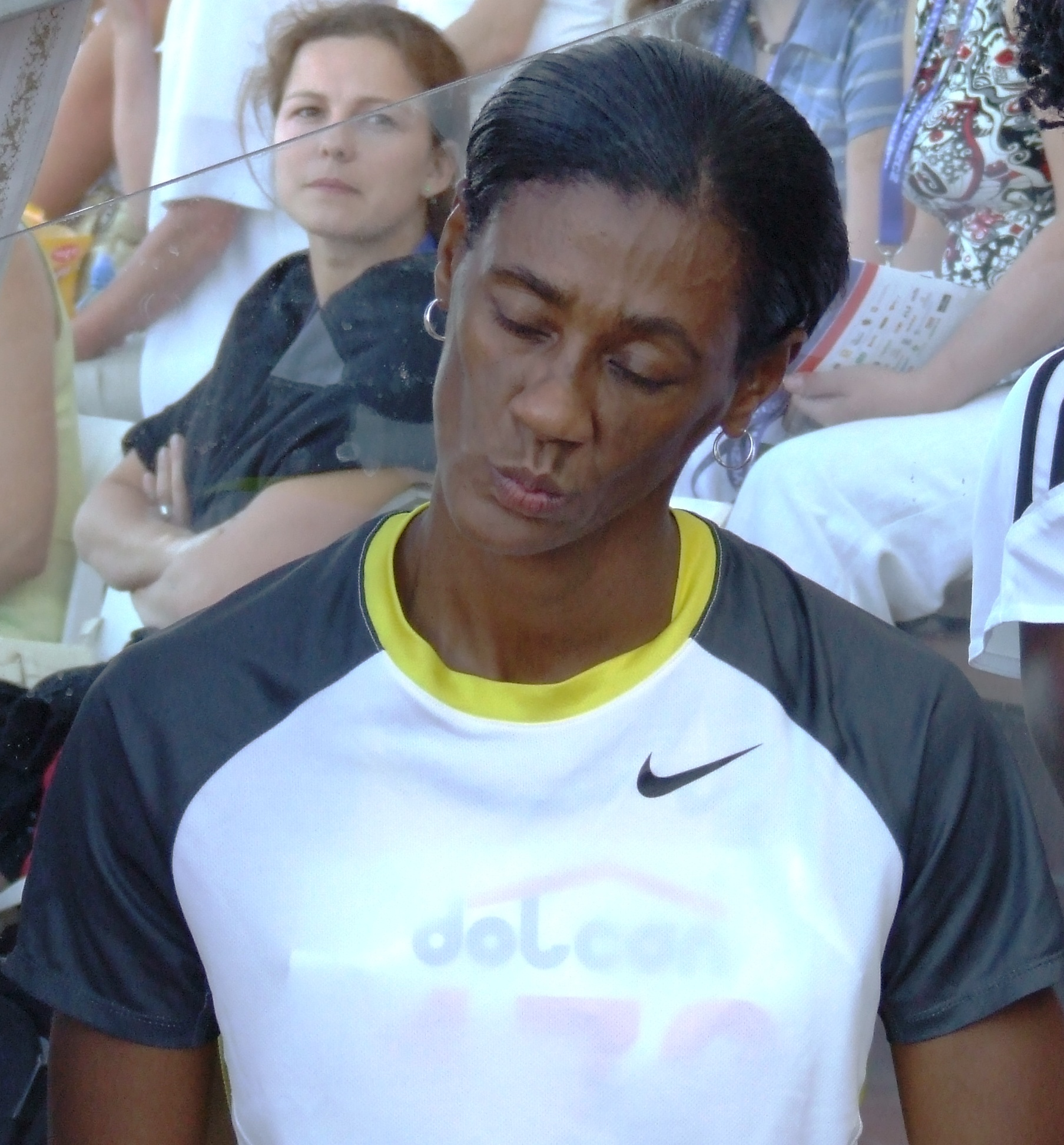
Sandra Glover 2007 in Bydgoszcz

Sandra Glover (Sandra Danice Glover, geborene Cummings; * 30. Dezember 1968 in Palestine, Texas) ist eine ehemalige US-amerikanische Hürdenläuferin.
Die Spezialistin für den 400-Meter-Hürdenlauf versuchte seit 1992 sich für internationale Großwettkämpfe zu qualifizieren. Dies gelang ihr dann erstmals 1999, als sie US-amerikanische Meisterin über 400 m Hürden wurde. Bei den Leichtathletik-Weltmeisterschaften 1999 in Sevilla belegte sie den fünften Platz. Von dieser Saison an blieb sie bis 2003 die beste Hürdenläuferin der USA. Bei den Olympischen Spieles 2000 in Sydney wurde sie Sechste und bei den Weltmeisterschaften 2001 in Edmonton Fünfte.
Im Juni 2003 wurde bei Glover das unerlaubte Dopingmittel Modafinil festgestellt und sie wurde verwarnt. Kurz darauf gewann sie bei den Weltmeisterschaften in Paris/Saint-Denis die Silbermedaille. Nachdem sie sich nicht für die Olympischen Spiele 2004 in Athen qualifizieren konnte, schien dies das Ende ihrer Karriere zu sein. 2005 kam sie als Dritte der US-amerikanischen Meisterschaften jedoch fulminant zurück und im Finale der Leichtathletik-Weltmeisterschaften 2005 in Helsinki lief die 36-jährige Läuferin dann nochmal eine neue persönliche Bestzeit mit 53,32 s und gewann die Bronzemedaille.